# 榎町 (富士見市)
榎町（えのきちょう）は、埼玉県富士見市の町名。現行行政地名は榎町のみ。丁番を持たない単独町名である。郵便番号は354-0016。

## 地理
富士見市の南部に位置する。東武東上線、国道463号、柳瀬川、市道に囲まれた長方形の区域。かつては水田であったが、区画整理により街区が造成され、マンションや沿道施設として利用されている。

## 歴史

### 沿革
- 1982年（昭和57年）12月4日 - 榎町土地区画整理事業の事業完了に伴い、大字水子字榎町から榎町が成立[4]。

## 世帯数と人口
2022年（令和4年）1月1日現在の世帯数と人口は以下の通りである。
| 丁目 | 世帯数  | 人口  |
| ---- | ------- | ----- |
| 榎町 | 274世帯 | 540人 |

## 小・中学校の学区
市立小・中学校に通う場合、学区は以下の通りとなる。
| 丁目 | 番地 | 小学校                 | 中学校               |
| ---- | ---- | ---------------------- | -------------------- |
| 榎町 | 全域 | 富士見市立水谷東小学校 | 富士見市立水谷中学校 |

## 施設
- 榎町公園 - 区画整理組合による記念碑が建立されている。
- 富士見ニューライフ（1982年竣工、216戸）